# Rättvis handel
Rättvis handel, fair trade, är ett handelssamarbete, baserat på dialog, öppenhet och respekt som verkar för en rättvisare världshandel och en hållbar utveckling genom att erbjuda bättre handelsvillkor och garantera rättigheter för marginaliserade producenter och arbetare, framför allt i Syd och miljörätt. 
Definitionen av "rättvis handel" antogs 2001 av de globala organisationerna för rättvis handel, World Fair Trade Organization, WFTO, och Fairtrade International. Sedan dess har denna definition även erkänts av bland andra Europaparlamentet (2006), Europeiska ekonomiska och sociala kommittén (2009) och  Europeiska kommissionen (2009)  
| ” | Rättvis handel är ett handelssamarbete baserat på dialog, öppenhet och respekt som verkar för en mer rättvis världshandel. Det bidrar till hållbar utveckling genom att erbjuda bättre handelsvillkor och garanterar rättigheterna för marginaliserade producenter och arbetare – framförallt i Syd. Organisationer för rättvis handel, tillsammans med konsumenter, engagerar sig aktivt i att stödja producenter samt genom att öka medvetenheten och genomföra kampanjer för att förändra den konventionella internationella handelns regler och praxis. | „ |
| – | |   |

De varor som kallas rättvist handlade kan komma från en producent som följer  WFTO:s principer för rättvis handel  På producenternas initiativ har det inom WFTO sedan 2007 arbetats med att utveckla en märkning för WFTO-medlemmarnas varor. WFTO:s produktmärkning är en märkning för livsmedel, heminredning, köksartiklar, kläder, accessoarer m.m. från WFTO-medlemmar. Varorna förädlas ofta i ursprungslandet och säljs bland annat i Världsbutiker, Fair Trade Shop, Fair Trade Café eller andra återförsäljare av rättvis handlade varor, för att skapa marknadsplatser. 